# Hendrik Heutmann
Hendrik Heutmann (* 11. November 1982 in Marl) ist ein deutscher Schauspieler.

## Leben
Hendrik Heutmann wurde in Marl geboren, wuchs in Gelsenkirchen-Hassel und Essen auf. Im Anschluss absolvierte er eine Tischlerlehre. Nach seiner Zeit als Tischlergeselle und dem Zivildienst begann er 2005 eine Ausbildung zum Schauspieler an der Hochschule für Musik & Theater Hamburg, die er 2009 abschloss. Während dieser Zeit war er Gast am Thalia-Theater und begann parallel in Film- und Fernsehproduktionen mitzuwirken.
Nach einem Stückvertrag am Theater Basel ging er 2009 ans Theater Freiburg und war dort bis 2016 festes Ensemblemitglied.
2016 zog er nach Berlin um sich dort auf Film- und Fernsehproduktionen zu konzentrieren. Nach Babylon Berlin, Mackie Messer – Brechts Dreigroschenfilm, Darkroom - Tödliche Tropfen und anderen deutschen Produktionen folgten die ersten internationalen Produktionen mit der zweiten Staffel von The Team, der US-Serie Counterpart und dem Thriller The Girl in the Spider's Web, welcher die Millennium-Trilogie von Stieg Larsson um Hackerin Lisbeth Salander (Claire Foy) unter der Regie von Fede Álvarez fortsetzt.
Hendrik Heutmann lebt und arbeitet in Berlin.

## Filmografie (Auswahl)
- 2007: Leroy
- 2008: Was wenn der Tod uns scheidet?
- 2008: Küstenwache (Fernsehserie, Folge Stummer Hass)
- 2009, 2020: SOKO Wismar (Fernsehserie, verschiedene Rollen, 2 Folgen)
- 2009: Einladung (Kurzfilm)
- 2011: Sohnemänner
- 2012: Having Krebs (Kurzfilm)
- 2013: Tiere bis unters Dach (Fernsehserie, Folge Die Bananenspinne)
- 2015: Tatort: LU (Fernsehreihe)
- 2016: Alarm für Cobra 11 – Die Autobahnpolizei (Fernsehserie, Folge Operation Midas)
- 2016: Tatort: Wofür es sich zu leben lohnt
- 2017: Der Schweinehirt (Fernsehfilm)
- 2017: Tatort: Böser Boden
- seit 2017: Babylon Berlin (Fernsehserie)
- 2018: Einstein (Fernsehserie, Folge Isobaren)
- 2018: Mackie Messer – Brechts Dreigroschenfilm
- 2018: The Team (Fernsehserie, 3 Folgen)
- 2018: Rentnercops (Fernsehserie, Folge Es ist alles in Ordnung)
- 2018: Der Prag-Krimi: Die Wasserleiche (Fernsehreihe)
- 2018: Counterpart (Fernsehserie, Folge Shaking the Tree)
- 2018: Verschwörung (The Girl in the Spider's Web)
- 2018, 2020: Notruf Hafenkante (Fernsehserie, verschiedene Rollen, 2 Folgen)
- 2019: Ein verhängnisvoller Plan
- 2019: Spreewaldkrimi: Zeit der Wölfe (Fernsehreihe)
- 2019: Das Gesetz sind wir (Fernsehfilm)
- 2019: Ein verhängnisvoller Plan (Fernsehfilm)
- 2018: Dark (Fernsehserie, Folge Die Reisenden)
- 2019: Darkroom – Tödliche Tropfen
- 2020: Tatort: Krieg im Kopf
- 2020: Die Getriebenen (Fernsehfilm)
- 2020: Nightlife
- 2020: Unterleuten – Das zerrissene Dorf (Fernsehdreiteiler)
- 2020: Marie Brand und die falschen Freunde
- 2020: Die Chefin (Fernsehserie, Folge Gesundes Bayern)
- 2020, 2024: SOKO Köln (Fernsehserie, Folgen Lebensretter, Ungebunden)
- 2021: Ein Sommer auf Elba (Fernsehreihe)
- 2021: Polizeiruf 110: Sabine
- 2021: Wir Kinder vom Bahnhof Zoo (Fernsehserie)
- 2021: Nahschuss
- 2021: Niemand ist bei den Kälbern
- 2021: Die Heiland – Wir sind Anwalt (Fernsehserie, Folge Der Tyrann)
- 2021: Das Weiße Haus am Rhein (Fernsehzweiteiler)
- 2022: Einsatz in den Alpen – Der Armbrustkiller (Fernsehfilm)
- 2022: Im Westen nichts Neues
- 2022: Tatort: Ein Freund, ein guter Freund
- 2022: Kolleginnen – Das böse Kind
- 2022: Hartwig Seeler – Im Labyrinth der Rache
- 2023: Tatort: Gold
- 2023: Friesland: Artenvielfalt
- 2024: Vorübergehend glücklich (Fernsehzweiteiler)
- 2024: Der Wald in mir
- 2024: Münter & Kandinsky

## Theater (Auswahl)
- 2006: Kabale und Liebe, Schauspielhaus Hamburg (Malersaal)
- 2006: Zeit zu lieben, Zeit zu sterben, Schauspielhaus Hamburg (Malersaal)
- 2007: Oliver Twist, Thalia Theater Hamburg
- 2008: Sinn Thalia Theater Hamburg (Gaußstraße)
- 2009: Die kleine Hexe, Theater Freiburg
- 2009: Buddenbrooks, Theater Freiburg
- 2009: Die Brüder Löwenherz, Theater Freiburg
- 2010: Schnee, Theater Freiburg
- 2010: Du hast keine Chance, aber nutze sie!, Theater Freiburg
- 2010: Nathan schweigt, Theater Freiburg
- 2010: Macht und Rebel, Theater Freiburg
- 2010: Der Besuch der alten Dame, Theater Freiburg
- 2010: Käthchen, mein Mädchen, Theater Freiburg
- 2011: Das Fest – Das Begräbnis, Theater Freiburg
- 2011: Was du auch machst, mach es nicht selbst, Theater Freiburg
- 2011: Michael Kohlhaas, Theater Freiburg
- 2011: Die Grünen – eine Erfolgsgeschichte (UA), Theater Freiburg
- 2011: Die Ratten, Theater Freiburg
- 2011: Verbrechen und Strafe, Theater Freiburg
- 2012: Children of the revolution (Liederabend), Theater Freiburg
- 2012: Die Unbeschulbaren (UA), Theater Freiburg
- 2012: Elementarteilchen, Theater Freiburg
- 2012: Die Jungfrau von Orleans, Theater Freiburg
- 2013: Deportation Cast, Theater Freiburg
- 2013: Gottes kleiner Krieger (UA), Theater Freiburg
- 2013: Amerika, Theater Freiburg
- 2013: Das Sams, Theater Freiburg
- 2014: Zweier ohne, Theater Freiburg
- 2014: Fellinis Schiff der Träume, Theater Freiburg
- 2014: Homo faber, Theater Freiburg
- 2015: Der Diener zweier Herren, Theater Freiburg
- 2015: Die gute Stadt (UA), Theater Freiburg
- 2015: Die Möwe, Theater Freiburg
- 2015: ZORN, Theater Freiburg
- 2016: Viel gut essen, Theater Freiburg
- 2016: Schöne neue Welt, Theater Freiburg
- 2017: Tschick, Theater Freiburg
- 2017: Professor Bernhardi, Staatsschauspiel Dresden